# Bugiri
Bugiri est une ville, capitale du district de Bugiri, en Ouganda.

## Crédit
- (en) Cet article est partiellement ou en totalité issu de l’article de Wikipédia en anglais intitulé « Bugiri » (voir la liste des auteurs).